# Mano Elói
Elói Antero Dias mais popularmente conhecido como Mano Elói (Resende, 2 de maio de 1888 - Rio de Janeiro, 10 de março de 1971) foi um cantor, multi-instrumentista, compositor de samba, além de pai de santo,camelô, estivador,  dirigente de carnaval e líder sindical brasileiro.

## Biografia
Nascido na povoação que mais tarde ganharia o nome de Engenheiro Passos, atualmente distrito do município de Resende, ainda na infância, em 1903, foi morar na então capital da República, a cidade do Rio de Janeiro.
Com quinze anos, passou a trabalhar como vendedor de balas no Campo de Santana. Passou a juventude percorrendo os principais redutos de samba da cidade, na época em que sambistas eram confundidos com marginais. Muitas vezes teve que escapar da perseguição policial na Pedra Lisa, no Buraco Quente da Mangueira, no Morro da Favela ou no de Santo Antônio.[carece de fontes?] Frequentou rodas de samba nos morros da Favela e Santo Antônio, bem como em locais de Niterói, quando passou a ser conhecido pelo apelido Mano Elói. Como músico, tocava cavaquinho, tamborim e pandeiro.
Além das ligações com os primeiros tempos do mundo do samba, desde a juventude Mano Elói ficou conhecido como respeitado ogã, dono e frequentador de terreiros de macumba. Era também um "jongueiro considerado". Participava de rodas de jongo do morro da Serrinha e de outras localidades. Conceituado como jongueiro, organizou rodas dessa manifestação, juntamente com Silas de Oliveira, Paulinho, Olímpio Navalhada e Aniceto do Império, no morro da Serrinha.
Também Trabalhou no Cais do Porto do Rio de Janeiro, onde chegou a ser líder sindical, pertencente à Companhia dos Homens Pretos. Junto com Sebastião "Molequinho" Oliveira, Mano Elói ajudou a levar adiante a tradição de resistência e luta dos negros portuários.
Era sambista partideiro, incentivador de gafieiras e batucadas. Bamba nas "rodas de pernada", era capaz de derrubar com facilidade o opositor dando uma "banda" ou "rabo-de-arraia". Foi um dos maiores agitadores do meio cultural de negros e mestiços no Rio de Janeiro.
Em 1930 foi o primeiro a gravar pontos e corimás de macumba, tais como pontos de Iansã e Ogum, além dos cantos de Candomblé a Exu e Ogum, em dois discos gravados pela Odeon.
Na década de 1930, fundou a escola de samba Deixa Malhar, no Baixo Tijuca, onde é hoje a Rua Almirante Cândido Brasil. Nessa época, com diversos outros pais de santo, assessorava o então presidente Getúlio Vargas, que o teria incentivado a fundar uma nova escola, anos mais tarde, para que pudesse rivalizar com a escola de Paulo da Portela, supostamente simpatizante do Comunismo. Também ajudou a fundar a Prazer da Serrinha.
No ano de 1936, foi eleito o primeiro "Cidadão Samba" em um concurso promovido pela União Geral das Escolas de Samba do Brasil (UGESB). No ano seguinte, foi eleito para ser o quinto presidente da história da entidade, e dois anos após, em 1939, tornou-se o vice-presidente, tendo Antenor dos Santos com presidente.
Mano Elói também incentivou a família Oliveira a fundar o Império Serrano, assinando sua ata de fundação, em 1947. Doou os instrumentos da primeira bateria e teve a quadra da nova escola batizada com seu nome.[carece de fontes?] Seu genro, João Gradim, irmão de Molequinho e Dona Eulália foi o primeiro presidente do Império.
No ano de 1966, desfilou pelo Império Serrano.

## Legado
Carlos Cachaça, fundador da Estação Primeira de Mangueira, contava que a primeira pessoa que ele vira cantar um samba na vida fora Mano Elói, chegando no Buraco Quente da Mangueira junto com dois amigos vindos de Madureira. De acordo com Carlos Cachaça foi Mano Elói que levou o samba para a Mangueira [carece de fontes?].
Teve sua obra interpretada pelo Conjunto Africano, no LP "Não vai ao candomblé". Na mesma época, participou dos discos "Amor" e "Conjunto africano".